# Dom Bernarde Albe
Dom Bernarde Albe (španski: La casa de Bernarda Alba) je predstava u tri čina španskog autora Federika Garsije Lorke. Pozorišni kritičari i komentatori je često grupišu sa Krvavim venčanjima i Jermom u "Lorkinu ruralnu trilogiju". Sam Lorka nije svrstao ovo delo u svoj plan "trilogije španske zemlje"; ta trilogija je ostala nedovršena u vreme njegovog ubistva.
Lorka u podnaslovu opisuje predstavu kao dramu žena španskih sela. "Dom Bernarde Albe" poslednja je Lorkina predstava, završena 19. juna 1936. godine, dva meseca pre njegove smrti za vreme Španskog građanskog rata. Predstava je prvi put izvedena 1945. godine u Buenos Ajresu. Vrti se oko događaja u jednoj kući u Andaluziji tokom vremena žalosti i oplakivanja smrti drugog muža domaćice Bernarde Albe, koja ima potpunu kontrolu nad svojim kćerima Angustijom, Magdalenom, Amelijom, Martirio i Adelom. U kući žive i služavka Ponsija, i Bernardina majka Marija Hosefa.

## Likovi
Namerno izostavljanje muških likova iz aktivnih događaja na sceni služi podizanju visokog nivoa seksualne tenzije prisutne u celoj predstavi. Pepe "Romano", ljubavni interes Bernardinih kćeri i Angustijin udvarač, se nijednom ne pojavljuje na sceni. Predstava se bavi temama strasti, suzbijanja i povinjavanja tuđoj volji i porivima, i istražuje uticaj muškaraca na žene.
Potrebno je posebno naglasiti raznolikost Lorkinih likova. Sa jedne strane su stereotipi, koji predstavljaju figuru, ali njihova dela nisu uvek u skladu sa tim stereotipima.
- Bernarda (60) : Njena želja je da ima savršenu reputaciju. Ima čvrst karakter i autoritativna je. Preuzela je ulogu glave kuće, najmuževnija je i predstavlja prepreku između svojih kćeri i muškaraca.
- Angustija (39) : Najstarija kćerka, rođena u braku Bernarde i njenog prvog supruga. Angustija, kao svoj miraz, treba da nasledi porodičnu kuću, koja privlači Pepea Romana da joj bude udvarač. Oseća da joj život prolazi, a da joj je polednja šansa da se uda za Pepea i da tako pobegne iz majčine kuće. Ime Angustija znači očajanje i zato je njena ličnost predstavljena kao očajna žena. U poslednjoj sceni dela ona je puna besa, jer misli da joj je njena sestra preotela polednju priliku da bude nečija žena.
- Magdalena (30) : Druga Bernardina kćerka, najviše vezana za svog pokojnog oca. To se može primetiti na početku, jer je njeno oplakivanje i tuga iskrena za njim. Njeno ime potiče od Marije Magdalene, što simboliše slabost i pesimističnost.
- Amelia (27) : Njeno ime znači "bez meda", što ukazuje na to da je jako ogorčena žena. Amelia je treća Bernardina kćerka, koja je najstidljivija i strašljive je prirode za razliku od svojih sestara. Ima mali broj replika u drami. Uverena je u to da brak treba da se sklopi isključivo iz ljubavi.
- Martirio (24) : Četvrta i najsloženija od Bernardinih ćerki. Ozlojeđena je na život i misli su joj uvek mutne, kao da sprema nešto zlokobno.
- Adela (20) : Najmlađa kćerka. Ne želi da se povinuje majčinoj tiraniji što se dovodi do toga da u jednoj sceni slama majčin štap koji je simbol Bernandine nadmoći nad ćerkama. Adela bi po tradiciji kao najmalđa ćerka trebalo da ostane sa majkom, ali se buni protiv majčine volje.
- Ponsija (60) : Njeno ime potiče od Pontija Pilata, što ukazuje i na njen stav (ne meša se, "pere ruke" od svega). Ona je glavna dadilja i domaćica kuće. Njene godine rada u Bernardinoj kući joj dozvoljavaju da postupa sa staloženošću i sigurnošću, koje drugi nemaju. Usuđuje se da dovede u pitanje Bernardin autoritet i indirektno se meša u porodične probleme. Ovo je lik koji otvoreno pokazuje da je kivna na gazdaricu ali uprkos tome, između njih dve postoji saučesništvo.
- Marija Hosefa (80) : Bernardina senilna i lucidna majka. Na kraju je nazivaju "luda" i nije joj dozvoljeno da učestvuje u porodičnom životu. Kontrolišu je, zatvaraju i sklanjaju s scene svaki put kad uspe da umakne iz svoje sobe.
- Žene 1,2,3 i 4 : Predstavljaju stereotipe seoskih žena. Brbljive su i osuđuju, dok se prave da su Bernardine prijateljice. Bernanda je svesna toga i nema nimalo strpljenja za njih ali joj je uprkos tome stalo do njihovog mišljenja jer ne želi ni na koji način da ukalja čast svoje porodice.
- Pepe Romano (25) : Ne pojavljuje se fizički u delu, ali se često spominje. On je uzrok svih strasti i mržnje. Veren je za najstariju ćerku, ali ima tajnu vezu sa njenom najmlađom sestrom.
- Prudensija (50) : Bernardina prijateljica.
- Dadilja (50) : Ljubavnica Bernardinog pokojnog muža.[4][5]

## Pregled

### Prvi čin
Prvi čin počinje sa razgovorom Ponsije, domaćice kuće, i služavke u kući. Ovim razgovorom nas Lorka upoznaje sa porodicom Bernarde Albe i događajem zbog koga su one u velikom poslu, kako bi se dočekao veliki broj ljudi. Upravo je bila sahrana Bernardinog muža i očekuje se velika poseta kući posle parastosa. Na bdenju u kući je bilo dve stotine žena, a Bernarda brani kćerima da plaču ili pokazuju bilo kakve emocije. Dok žene odlaze govori im: "Idite kućama da ogovarate sve što ste videle!", tako pokazujući u kakvoj malograđanskoj sredini žive. Dalje u razgovoru sa kćerkama i Ponsijom, kaže kako 8 godina moraju da žale pokojnika, što kćerkama, od kojih nijedna nije udata, nikako ne odgovara, jer svaka od njih se nada tome da će ih neki zaprositi. Tada se vidi i rivalitet među sestrama,jer prosaca je malo, pa su sklone ogovaranju i prepuštanju sudbini, bez volje da nešta promene. Ali, samim pominjanjem Pepea Romana, stvari počinju da se zapliću, pa se već i nazire mogući brak najstarije od sestara, Angustije, koja je naslednica pokojnikove imovine.

### Drugi čin
Na početku drugog čina saznajemo da se već dogovara brak najstarije kćeri Angustije i duplo mlađeg Pepea Romana. Sve ukućanke znaju da se, iako najstarija i najružnija, Angustija udaje zbog nasleđenog bogatstva. Ali,stvari počinju da se komplikuju kada Ponsija saznaje da se za budućeg mladoženju interesuju i druge kćeri, naročito najmlađa Adela, koja otkriva da će sa Pepe Romanom biti po svaku cenu, ne bi li otišla iz kuće, koju naziva paklom. Pored kuće prolaze žeteoci , pristigli iz daleka i njihova pesma u Bernardinim kćerkama budi setu i maštu. Angustiji sa uzglavlja kreveta jedna od sestara krade sliku verenika Pepea, a nakon rasprave saznaju da je to učinila Martirio, koja kaže da se samo našalila. Ponsija Bernardi govori da bi Adela trebalo da se uda za Pepea, jer pristaju jedno uz drugo i uviđa da će biti problema u kući. Bernarda nikako ne pristaje na to, već se drži svojih namera. Na kraju čina Bernarda zdušno podržava meštane u kažnjavanju jedne devojke tražeći njenu smrt. Devojka je rodila, udavila i zakopala svoje dete, kako se ne bi saznalo ko je otac i kako bi izbegla sramotu, jer nije bila udata.

### Treći čin
Treći čin počinje mirno u pripremama za Angustijinu svadbu. Ponsija oseća da se događaji uzburkavaju, dok senilna Marija Hosefa pevajući posredno govori da iz te sredine treba otići i sreću tražiti daleko od tog sela. Martirio se trudi da Adelu odgovori od Pepe Romana, ali ona, zaljubljena, se tajno sastaje sa njim tokom noći. Bernarda saznaje da je Pepe u štali i čeka Adelu, uzima pušku i pucajući ga otera. Adela uviđa da joj majka nikako neće dozvoliti brak sa Pepeom, uzima pušku i ubija se. Bernarda i u tom času, bez ikakvih osećanja,ne dozvoljava žalost već brine o tome šta će svet i žene iz sela reći.

## Teme
- Čast - Glavna tema dela; Bernarda strogo drži do ugleda i časti porodice, i u konstantnom je strahu od skandala. To se najbolje vidi na kraju dela, kada želi da selo bude sigurno da je Adela umrla kao devica.
- Tragedija - Adela se odupire majčinom maltretiranju, plaća životom. Ironija je u tome sto se ubija zbog Pepea, za koga se saznaje da je živ.
- Maltretiranje žena – Bernarda zastupa mišljenje da je “ženi mesto kod kuće”.
- Tradicija – Bernarda se očajnički drži tradicije, pogotovu u razlikama između muškaraca i žena.
- Novac - Novac se u Bernardinoj kući vrti oko Angustije, i jedan je od ključnih faktora za njenu udaju.
- Klasne predrasude – Bernarda koristi novac kako bi istakla svoju superiornost. Seljane smatra nedostojnim svojih kćeri.
- Autoritet - Bernarda tiranijom nad svima u domaćinstvu nameće svoj autoritet.
- Mržnja - Sestre se nalaze zatvorene u kući osam godina, ispunjene žalošću i gorčinom. Jedina koja se donekle spasava okrutne sudbine je Angustija, kao prvo jer je ćerka Bernardinog prvog muža, i kao drugo, jer dobija i najboljeg dečka u selu. Zbog toga se mržnja između sestara povećava.[3][5]

### Stereotip žene: seksizаm, upotrebа јеzikа i sociјаlnа porukа
Drama počinje i završava se rečju "tišina" - naznakom da osećanja treba da budu prikrivena a ne očigledna. Bernarda oba puta izgovara ovu reč upućenu ćerkama, koja u sebi nosi poruku da žene treba da budu podređene i prihvate svoju inferiornost. Adela, koja se majci najviše odupirala, ne želi da nosi crninu, simbol žalosti, već oblači zelenu haljinu (zelena boja je simbol nade i slobode) što, po verovanju kritičara, pokazuje žudnju žena za slobodom.
Sa druge strane, pred sam čin samoubistva ona poručuje majci da niko njome ne može da vlada osim Pepea. Ovaj čin ironično pokazuje podređenost sa njene strane, dopuštajući sebi da muškarac vlada njome. Magdalena pokazuje nezadovoljstvo prema ideji da žene treba da se udaju, dok joj majka na to odgovara da je udaja "normalan tok stvari" , za šta se smatra da joj time poručuje da ne postoji drugi izbor osim da to i prihvati. Socijalna poruka u ovoj drami je da su i same žene bile krivci u određivanju svojih statusa, podižući sinove i kćerke prenošenjem stereotipnih ideja.

### Položaj žene u doba frankizma; poetika dela
Po tematici kojom se pisac u njemu bavi, “Dom Bernarde Albe” je reprezentativno delo kad je reč o frankizmu i položaju koje u društvu zauzima žena za vreme trajanja ovog režima. Lorka kroz svoje likove verodostojno prikazuje ulogu žene u doba u kojem se ponovo oživljava ideologija Španije iz vremena katolicizma i monarhije. Period nakon pobede nacionalista koji započinje 1939. godine, kojom je okončan građanski rat u Španiji biće uzročnik je nazadovanja i obezvređivanja svega za šta je feministički pokret tek uspeo da izbori nepunih dvadeset godina unazad/celokupnog dostignuća feminističkog pokreta koje ne seže ni dvadeset godina unazad. Pitanja na koja u tekstu pisac pokušava da odgovori upravo su ogledalo opšteg nezadovoljstva i zbrinutosti društva zbog represivnog položaja u koji je žena postavljena, prisiljena pravilima koja nalaže politika ponovno religiozne i strogo konzervativne epohe. Tvorac ovog dela ističe i kritikuje nehat kojim se većina odnosi prema ovoj nagloj promeni tek odskora stečenog statusa žena toga doba, čiji su sudbina i ophođenje sada ponovo unapred određeni, nužno podređeni normama i visoko postavljenim vrednosnim načelima.
Pred ženu, koja tek što spoznaje slobodu govora, mišljenja i počinje da se navikava na “luksuz” življenja po sopstvenom nahođenju, stavljena su ista ona velika očekivanja. Mogućnost da rukovodi svojim vremenom, zamenjena je isključivo obavezama vezanim za porodicu i dom, i delo je u potpunosti prožeto usiljenom galantnošću prisutnom kod ženske populacije, pod prinudom da svoju čast sačuva i odbrani maltene životom, kao i naglašavanjem oštre osude u slučaju eventualnog “kaljanja idealne opšte vrednosti i reputаcije”.
Federiko Garsija Lorka se i u ovom delu bavi temama karakterističnim za svoje stvaralaštvo, odnosno bićima koja su na margini, potlačenim i eksploatisanim, a kako su protagonisti dela osobe ženskog pola, tako se naročito fokusira na sve aspekte ugnjetavanja žena, kombinujuči društvenu stvarnost sa svojim osetljivošću i sasosećajnošću. Delo predstavlja svojevrstan sukob interesa, prvenstveno na psihološkom planu, prisutan kod svake od mladih devojka opisanih u tekstu. U likovima se javlja rastrzanost između onoga što jeste i onoga za čim svaka od njih oseća potrebu, gde im je ono što jeste zapravo nametnuto i normom društva određeno i samim tim je izvan njihove moći, dok im je ono što žele zabranjeno pa po prirodi stvari postaje predmet još i veće žudnje. Ovakva unutrašnja borba, u svakom od likova pojedinačno, izbija na površinu kao nešto što je nemoguće prikriti jednom kada doživi kulminaciju i u pitanju je ništa dugo nego očekivana reakcija ljudskog bića kome su svesno osujećivani motivi, odnosno kome je u dužem vremenskom periodu uskraćivano ono za čim žudi. Nakon što dođe do tačke pucanja u svakoj od likova usleđuje ono nužno, a to je sukob na spoljašnjem planu, odnosno u kući Bernarde Albe. Prvenstveno dolazi do prikrivenog komešanja, a potom i do opšteg haosa čiji se ishod u ovoj fazi već ne može kanalisati niti kontrolisati, barem ne bez tragičnog ishoda, koji, dosledno vremenu o kome je pisano, ponovo mora da prođe prećutno, jedva primetno, bez ikakve burne reakcije, potpuno tromo, pasivno. Bez skandala, upravo onako kako ne treba, a kako se “mora” - neprirodno.
Bernarda, udovica koja je upravo sahranila drugog muža i majka je pet ćerki, oslikava tipičnu buržujsku damu koja sebe i stanje u svojoj kući predstavlja svetu onako kako želi da ih svet vidi, po svaku cenu plasirajući potpuno pogrešnu i lažnu sliku onoga što zapravo jeste. Majka, kao pripadnica “stare škole”, čija su uverenja ponovo na snazi, oličenje je pristalica tadašnje tiranije, ekstremnog uzdizanja morala, tradicije i časti pod uticajem društva i crkve. Iako je delo napisano 1936. godine, odnosno tri godine pre nego što je Franko zvanično imenovan šefom države, vreme je već i onda obojeno tradicionalnim shvatanjima koje će on plasirati, kao i temom časti koja se provlači kroz sveobuhvatnu špansku književnost i praktično sve književne epohe.

## Spoljašnje veze
Kompletan tekst predstave (španski jezik)